# Mohamed El Habib Maâta
 (novembre 2009).
Si vous disposez d'ouvrages ou d'articles de référence ou si vous connaissez des sites web de qualité traitant du thème abordé ici, merci de compléter l'article en donnant les références utiles à sa vérifiabilité et en les liant à la section « Notes et références ».
Maâta Mohamed El Habib est un homme politique algérien, né le 19 décembre 1938 à Saïda (Algérie), mort à Villeneuve-la-Garenne le 21 septembre 1962, à l'âge de 24 ans non révolus. Maâta Mohamed El Habib est une grande figure de la révolution algérienne. Il est considéré dans son pays comme un martyr et honoré en tant que Héros national.

## Biographie
Aussitôt son indépendance acquise, l’Algérie connut une période mouvementée engendrée par des tentatives de prise de pouvoir. Une lutte s'ensuivit entre les membres du Gouvernement provisoire de la République algérienne (GPRA) et une figure de la Révolution Ahmed Ben Bella. Les troubles s’amplifiant, ils faillirent dégénérer en une véritable guerre civile, par le jeu des alliances, si ce n’était la mort expiatoire d’un jeune révolutionnaire, Maâta Mohamed El Habib (MMH). Les funérailles nationales du jeune héros, les premières dans une Algérie indépendante, réconcilièrent, malgré tout, les opposants et disqualifièrent pour longtemps la Fédération de France du Front de Libération Nationale (FLN) qui avait commandité l’assassinat du leader, plus connu sous ses différents noms de guerre.
Le 21 septembre 1962, à Villeneuve-la-Garenne, le corps torturé du révolutionnaire fut retrouvé criblé de balles. Le crime, plus connu sous le nom d'« affaire Maâta », fera couler beaucoup d’encre à l’époque, mais étrangement, ne donnera lieu à aucune action judiciaire, à aucune poursuite du fait de l’implication de nombreux politiques tant algériens que français. L'histoire fut étouffée malgré l'hommage grandiose rendu par le peuple. Le mystère persiste à ce jour et son entretien met parfaitement en évidence la participation de hauts dignitaires encore en poste. L’histoire de Maâta Mohamed El Habib ressemble à celle de Mehdi Ben Barka ou encore à celle d'Abane Ramdane.

### L’enfance
Maâta Mohamed El Habib avait, de son vivant, le statut de « Pupille de la Nation » en raison de la mort de son père des suites d’un emprisonnement dans un stalag lors de la Deuxième Guerre mondiale. Son géniteur, un capitaine d’infanterie de l’armée française était un héros de guerre, Grand Chevalier de la Légion d'honneur, décoré et cité de nombreuses fois pour hauts faits d’armes.
Orphelin très tôt, M.M.H. connaitra une enfance difficile, sa mère étant privée, pour des raisons discriminatoires et politiques, des pensions militaires de veuve d’officier qui lui étaient dues. Toutefois, cela ne l’empêchera pas de commencer ses études primaires et de continuer en secondaires à Saïda. Il se distinguera par son intelligence vive et lucide.

### Les débuts politiques en France
En 1955, Maâta Mohamed El Habib, exclu du collège pour n'avoir pas honoré le drapeau tricolore et pour avoir refusé de chanter la Marseillaise, quitte l’Algérie pour continuer ses études en France. Il s’installera chez sa sœur ainée Maâta Fatma résidant dans le territoire de Belfort. Son statut de fils de combattant français ne l'empêchera pas de s’impliquer activement, et très jeune, dans la Guerre d’Algérie, au sein du Front de libération nationale (FLN).
Son beau-frère Hamza Berrachedi, déjà responsable local, et sa sœur Maâta Fatma, agent de liaison inter-wilaya dès la création de la Fédération de France, militaient clandestinement au sein de l’Organisation Secrète (OS) dont le but était de faire accéder l’Algérie à son indépendance.
Le jeune révolutionnaire, parrainé par son beau-frère qui jouera un rôle prépondérant dans sa formation militante, abandonnera ses études en classe de seconde, pour s’engager dans la lutte de libération du peuple algérien.
Son sens inné de l’organisation lui vaudra le grade de "Chef de la zone de l'Est" et démontrera ses qualités de stratège dans les rangs du FLN en France.

### L'un des plus jeunes responsables de France
Le FLN le baptisera « J3 », en raison de son très jeune âge, et lui donnera le pseudonyme de « Si Mansour » qu’il portera dans la clandestinité.  Il lui confiera alors, dans le but probable de le tester, des missions de base au départ, assez éprouvantes, puis le responsabilisera dans la collecte des fonds. Toutefois, une dénonciation faite par un traitre, lui vaudra d’être appréhendé, une première fois, par la DST en 1956. MMH, à peine âgé de dix-sept ans, adolescent et mineur, connaîtra les affres de la détention dans les geôles françaises.
Son emprisonnement, en tant que mineur, la torture, l’isolement forcé et la grève de la faim dans la prison de Belfort, lui vaudra une première hospitalisation qui fera ouvrir la première enquête de la Guerre d'Algérie dirigée par des organisations humanitaires internationales. Celles-ci avaient été alertées par la mère de MMH, une femme singulièrement active, totalement impliquée dans la lutte armée et qui sera connue sous le nom de « mère courage », comme celle du roman de Maxime Gorky, La Mère, en raison des combats menés pour sauver son fils.
L’événement, en lui-même, suscitera un émoi particulier dans les milieux progressistes français de l’Est d’autant que le beau-frère de Maâta Mohamed El Habib et sa sœur aînée, activant dans l’ombre, encourageaient les désertions, l’organisation, la réception et la fuite des transfuges vers Tunis via la Suisse. Ainsi entretenaient-ils, dans ce cadre, des relations étroites avec les « porteurs de valises », le réseau Jeanson, Henri Curiel et Etienne Bolo.
L’État français, s’étant fait sermonner par la Fédération internationale des droits de l'homme à cause de l’affaire, une première, condamnera néanmoins Maâta Mohamed El Habib, en violation du Droit, à six mois de prison ferme pour « atteinte à la sûreté de l’État », peine qu’il purgera dans la maison d’arrêt de Belfort.

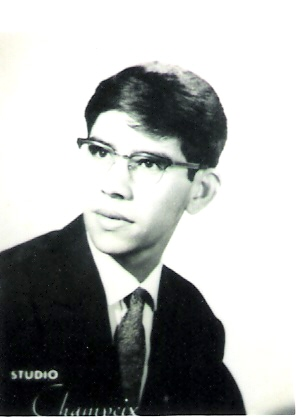

L’emprisonnement, erreur stratégique coloniale, formera le caractère du militant, accentuera sa détermination, acérera son abnégation et aiguisera son sens inné et aigu de l’organisation. Aussi, MMH commencera-t-il, en détention, à mettre en œuvre son talent d’« éminence grise » qu’il assumera pleinement dans la lutte de libération. Après sa libération il continuera sa lutte de libération ce qui entrainera sa détention dans les prisons de la Santé, de Fresnes, de Châlons-sur-Marne, du camp de concentration du Larzac.
À l’indépendance de son pays, il est nommé officier de la commission de cessez-le-feu, promu pourtant à une brillante carrière, puisque le ministère des Affaires étrangères ou celui de l'Intérieur lui furent proposés, il ne l’achèvera pas car, curieusement, il se verra confier une mission par le gouvernement algérien en place, de laquelle il ne reviendra pas vivant.
Sa mort reste encore un profond mystère dans la jeune histoire du pays pour lequel il a si hardiment et si ardemment combattu.